# Elsie Suréna
Elsie Suréna (sinh ngày 9 tháng 6 năm 1956) là một nhà văn và nghệ sĩ thị giác người Haiti.
Cô sinh ra ở Port-au-Prince và lớn lên ở miền nam Haiti. Suréna học nghệ thuật thị giác tại École Nationale des Arts. Cô tiếp tục nghiên cứu về nghệ thuật thị giác tại trường của Bảo tàng Nghệ thuật Boca Raton và tại Trung tâm Nghệ thuật Armory ở West Palm Beach, Florida. Cô cũng học Viết sáng tạo, Giáo dục tại Trung tâm Giáo dục Người lớn Cambridge và cũng tại Trung tâm Giáo dục Người lớn Boston. Cô sống hơn hai mươi năm tại Cap-Haïtien ở phía bắc trước khi trở về phần phía nam của hòn đảo. Từ năm 2010, cô sống ở Canada.
Suréna thể hiện bản thân qua thơ ca, bao gồm thơ haiku, nhiếp ảnh, ảnh ghép. Cô viết bằng tiếng Haiti Creole, tiếng Pháp, tiếng Anh và tiếng Tây Ban Nha. Bài viết của cô đã xuất hiện trong nhiều tuyển tập và ấn phẩm khác nhau, bao gồm Le Matin và Le Nouvelliste. Các tác phẩm trực quan của cô đã được đưa vào triển lãm nhóm tại Haiti, Hoa Kỳ, Nhật Bản, Cộng hòa Dominica và Canada.
Năm 1999, cô đã giành chiến thắng trong cuộc thi Les Belles Provincees do Bộ Văn hóa và Hợp tác Pháp tài trợ. Năm 2009, cô đã nhận được giải thưởng Prix Belleville Galaxie tại Cuộc thi Marco Polo quốc tế lần thứ 5 cho Haïku. Trong cả hai năm 2009 và 2014, cô đã nhận được một đề cử danh dự tại cuộc thi Haiku của Mainichi Daily News (Osaka, Nhật Bản). Giải thưởng của Thẩm phán cho "Những bậc thang đá", Nhiếp ảnh triển lãm, Bãi biển Delray, FL, Hoa Kỳ, 2005.

## Tác phẩm được chọn[1]
- Mélody pour Soirs de Fine Pluie, thơ (2002)
- Confidences des Nuits de la Treizième Lune, thơ (2003)
- Ann al jwe, văn học trẻ (2007)
- Haïkus d'un soir, thơ (2009)
- Tardives et sauvages, thơ (2009)
- Từ điển tiếng Anh, văn học tuổi trẻ (2009)
- Lanmou se flè sezon, thơ (2011)
- Retour à Camp-Perrin, truyện ngắn (2013)
- Le Temps d'am amour, thơ (2013)
- Dis aykou ak twa chante pou wou, thơ (2013)
- Tankou fèy bannann sèch, văn học trẻ (2014)
- Reflets d'automne dans la Mattawishkwia, thơ (2017)